# Accord de libre-échange entre le Japon et le Brunei
L'accord de libre-échange entre le Japon et le Brunei est un accord de libre-échange signé en juin 2007 et entré en application le 31 juillet 2008. L'accord comprend notamment un volet énergétique de par les exportations importantes d'hydrocarbures du Brunei vers le Japon. 
Les hydrocarbures correspondent à la quasi-totalité des exportations du Brunei vers le Japon, en contrepartie le Brunei devrait supprimer la quasi-totalité de ses droits de douane sur les produits manufacturés importés depuis le Japon dans les trois ans suivant cet accord.